# SSS'18
SSS'18 (Sport Staalt Spieren) is een Nederlandse amateurvoetbalvereniging uit Overloon in de Noord-Brabantse gemeente Land van Cuijk.

## Algemeen
De vereniging werd op 18 juli 1918 opgericht. De vrouwenvoetbalafdeling werd opgericht op 16 november 1976.
Accommodatie
In augustus 1967 werd het sportpark "De Raay" in gebruik genomen. In 1972 werd een nieuw hoofdveld, dat nog altijd in gebruik is, officieel geopend. In augustus 1978, tijdens de viering van het 60-jarig jubileum van de club, werd de huidige kantine met kleedaccommodatie in gebruik genomen.

## Standaardelftal
Het standaardelftal speelt in het seizoen 2025/26 in de Vierde klasse zondag van het KNVB-district Zuid-II.
De komst van trainer Noud Janssen, oud-speler van MVV, als trainer vormde een belangrijk keerpunt in de geschiedenis van SSS'18. Binnen enkele jaren slaagde dit team er in om van de Vierde klasse naar de Tweede klasse te promoveren.
In 2013 promoveerde SSS'18 via de nacompetitie voor het eerst naar de Eerste klasse. In het seizoen daarop degradeerde de club meteen weer terug.
In de seizoenen 2015/16 en 2016/17 speelde de club voor de tweede keer in haar geschiedenis in de Eerste klasse. Toen in 2019 voor de 3e keer de Eerste klasse werd bereikt, lag het Nederlandse amateuroetbal gedurende deze 2 seizoenen (nagenoeg) helemaal stil in verband met het Coronavirus. Toen in het seizoen 2021/22 de competities weer hervat werden, eindigde het eerste team als 13de en degradeerde de ploeg wederom naar de tweede klasse.
Gedurende de coronajaren en de jaren die hier op volgde, stopten steeds meer spelers van de generatie die in 2007 onder de toenmalige trainer Noud Janssen de opmars begonnen waren, weer als speler van het 1e elftal. Dit resulteerde in 2023/24 in de degradatie naar de Derde klasse en in 2024/25 zelfs weer terug naar de Vierde klasse.

### Competitieresultaten 1984–2019
| 11 4A |

|  |

|  |

|  |

|  |

|  |

| 2 4H |

| 5 3D |

| 13 3D |

| 3 4H |

| 8 4H |

| 8 4H |

| 4 4H |

| 9 4H |

| 10 4H |

| 11 4H |

| 9 4H |

| 3 4H |

| 8 4F |

| 4 4G |

| 3 4G |

| 5 4G |

| 2 4G |

| 1 4F |

| 1 3C |

| 4 2H |

| 4 2H |

| 7 2H |

| 5 2H |

| 3 2H |

| 14 1D |

| 2 2H |

| 12 1D |

| 14 1D |

| 5 2H |

| 2 2H |

| - 1D |

| - 1D |

| 13 1D |

| 9 2G |

| 13 2E |

| 12 3G |

| - 4 |

| Eerste klasse | Tweede klasse | Derde klasse |

In elke staaf van de grafiek staat van boven naar beneden vermeld: 
- Eindnotering

Dit is de positie die de club heeft bereikt in de competitie, zonder eventuele beslissings-, play-off- of nacompetitiewedstrijden die nodig zijn geweest om bijvoorbeeld de kampioen van de competitie te bepalen.
Indien een * achter het getal staat is de notering een tussenstand en kan het zijn dat de notering niet overeenkomt met de uiteindelijke eindstand van de competitie.
Staat er een - dan is het seizoen nog bezig en is er geen definitieve uitslag bekend.
Staat er xx op de positie van de notering, dan heeft de club vroegtijdig de competitie verlaten. Dit kan onder andere komen door terugtrekking van het team, faillissement van de club of door een uitgedeelde straf van de KNVB. In veel gevallen staat elders in het artikel de reden vermeld.
Staat er een ? dan is het resultaat uit het verleden onbekend, en is alleen de competitie of het niveau bekend van dat seizoen.
In de seizoenen 2019/20 en 2020/21 werd wegens de coronacrisis het amateurvoetbal afgebroken. Daardoor kennen deze staven geen eindklassering (middels -- weergegeven).
- Competitieniveau en afdelingsletter of Officiële eindstand Eredivisie
  - Competitieniveau en afdelingsletter

Hierbij geeft het getal het niveau weer, dat ook terug te vinden is in de legenda. De letter is de afdelingsaanduiding en wordt gebruikt wanneer er meer afdelingen zijn op hetzelfde niveau. De afdelingsletter is altijd een hoofdletter en wordt meestal zonder nummer gebruikt.
Voorbeeld: 2F is niveau 2e klasse competitie F.
Het competitieniveau en nummer wordt niet vermeld wanneer er slechts één competitie van dit niveau was.
  - Officiële eindstand Eredivisie (getal staat tussen haakjes vermeld)

Sinds de introductie van play-offwedstrijden voor Europees voetbal na afloop van de reguliere competitie in 2005/06, is de KNVB verplicht een eindstand van de Eredivisie door te geven aan de UEFA aan de hand van deze play-offwedstrijden.
Bij deze eindstand staan clubs die zich hebben gekwalificeerd voor Europees voetbal hoger dan clubs die zich niet wisten te kwalificeren. Indien er geen verschil was tussen de eindnotering en de officiële eindstand, staat dit getal niet vermeld.

- Onderafdeling

Hier staat afgekort de naam van de onderafdeling indien de club in dat jaar in een onderafdeling uitkwam. Tevens staat deze afkorting in de legenda en wordt gelinkt naar het artikel over deze onderafdeling. Deze afkorting wordt alleen vermeld wanneer de club in het verleden in verschillende onderafdelingen heeft gespeeld. Deze vermelding is in de staaf altijd in kleine letters. Deze onderafdelingen zijn na het seizoen 1995/96 afgeschaft. Heeft de club in slechts één onderafdeling gespeeld, dan is dit alleen terug te vinden in de legenda.
Onder de staaf staat het jaartal vermeld waarin het seizoen is afgesloten. 15 verwijst naar het seizoen 2014/15 of eventueel het seizoen 1914/15.
Wanneer een staaf leeg is, zijn deze gegevens niet bekend. Het kan ook zijn dat de club dat seizoen niet heeft meegespeeld op het hogere amateurniveau, vroegtijdig de competitie heeft verlaten of uit de competitie is gezet.

In het seizoen 1944/45 was er wegens de Tweede Wereldoorlog geen regulier competitievoetbal.

## Vrouwen
Het eerste vrouwenvoetbalelftal speelt sinds het seizoen 2004/05 hoofdzakelijk in de landelijke Eerste klasse zondag, uitzonderingen zijn 2011/12 en 2017/18-2018/19 toen het in de Tweede klasse uitkwam en het seizoen 2013/14 toen het in de Hoofdklasse speelde.
WVV Constantia · JVC Cuijk · sv DSV · sv DWSH '18 (SC St. Hubert en De Willy's) · EGS '20 (SV Estria, GVV '57 en SCV '58) · VV Excellent · VV Gassel · Hapse Boys · HBV · VV Holthees-Smakt · SES Langenboom · RKVV Menos · Juliana Mill · Olympia '18 · O.N.I. · VV Sambeek · SIOL · SSS'18 · SVS Stevensbeek · VV Toxandria · VCA · Vianen Vooruit · VIOS '38 · RKVV Volharding · Westerbeekse Boys · vv De Zwaluw